# Escritório de Serviços Estratégicos

Insígnia da OSS

O Escritório de Serviços Estratégicos (em inglês Office of Strategic Services; abreviadamente, OSS) foi o serviço de inteligência dos Estados Unidos durante a Segunda Guerra Mundial. É tido como precursor da Agência Central de Inteligência (CIA).

## Criação
Antes da criação da OSS (o equivalente da British Secret Intelligence Service), os assuntos do serviço de inteligência estavam repartidos entre os diferentes departamentos do governo dos Estados Unidos, sem nenhum tipo de coordenação. Assim, por exemplo, o exército e a marinha utilizavam códigos diferentes para decifrar as mensagens secretas.
O presidente americano Franklin Delano Roosevelt preocupado com as deficiências do serviço de inteligência dos Estados Unidos, e aconselhado pelo militar e espião canadense William Stephenson incumbiu a seu amigo Willian Joseph Donovan, um veterano da Primeira Guerra Mundial, a criação de um serviço de inteligência. Seu trabalho foi compilado no "Memorandum of Establishment of Service of Strategic Information", e depois Donovan foi nomeado "Coordenador de Informação", em julho de 1941.
Assim se estabeleceu a Agência de Serviços Estratégicos, devido a uma ordem dada por Roosevelt em 13 de junho de 1942, pensando num primeiro momento em recompilar e analisar informações do Estado-Maior dos Estados Unidos, e realizar operações não designadas a outras agências.

### Ação Durante a Guerra

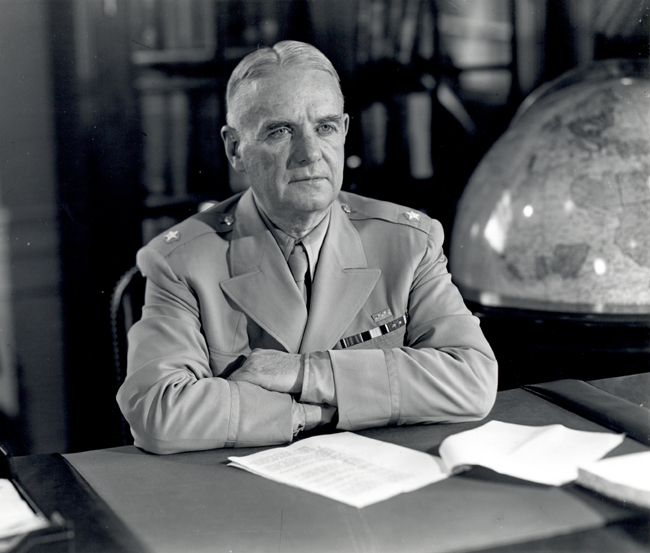
Willian Joseph Donovan

Durante a Segunda Guerra Mundial, a OSS levou a cabo várias ações. Por um lado, foi responsável por toda a inteligência, mas sempre num plano interno, pois fora dos EUA não teve jurisdição no mundo todo (o FBI agia, por exemplo, nas tarefas relativas à América Latina). Porém, isso não impediu que a OSS articulasse, treinasse e inclusive financiasse movimentos de resistência em outros países que eram estrategicamente favoráveis aos EUA, como o exército de Mao Tse-tung e o Viet Minh.
Além, a OSS recrutou um dos espiões mais importantes da Segunda Guerra Mundial, o alemão Fritz Kolbe. Nesse sentido, a propaganda e a subversão foram atividades constantes da organização. A OSS comprou material soviético codificado vindo da Finlândia, vendido por militares finlandeses em 1944. O secretário de Estado, Edward Stettinius, Jr., protestou dizendo que isso violava uma diretriz de Roosevelt, que concordou com a União Soviética em não investigar códigos de um e outro país. Outros envolvimentos com a União Soviética são mostrados no game Medal Of Honor European Assault. Todos os fatos mostrados no game são reais e tirados de documentos de guerra, ambos da União Soviética e da OSS, embora muitas pessoas ainda duvidem desse fato, ele realmente aconteceu e pode ser provado com documentos, fotos entre outros fatores.
Uma das maiores conquistas da OSS durante a guerra foi sua penetração na Alemanha. A organização foi responsável pelo treinamento de espiões alemães e austríacos nesse país. Alguns desses agentes eram exilados comunistas e socialistas, ou simplesmente forças anti-nazistas. Conseguiram treinar nada menos que 12 000 agentes.

### De OSS a CIA
Um mês e meio depois de ganhar a guerra, por volta de 20 de setembro de 1945, a OSS foi dissolvida pelo presidente Harry S. Truman. Assim, durante o mês seguinte, as funções da OSS foram desempenhadas pelos departamentos de Estado e da Guerra. O Departamento de Estado se ocupou da seção Investigação e Análise, que foi renomeada para Serviço Interno de Investigação e Inteligência (Interim and Research and intelligence Service, IRIS) dirigido por Alfred McCormack. O Departamento de Guerra assumiu as seções de inteligência secreta (Secret Inteligence, SI) e X-2, para o qual se criou uma agência especial, a Unidade de Serviços Estratégicos (Strategic Services Unit, SSU). O Secretário de Guerra nomeou o Brigadeiro-General John Magruder como supervisor da dissolução da OSS, para preservar o caráter secreto de suas ações.
Já em janeiro de 1946, o presidente Truman criou o Central Inteligence Group (CIG) (em português, Grupo Central de Inteligência), que é o precursor direto da CIA. As atividades e funções da SSU foram transferidas para a CIG, que os renomeou como Office of Special Operations (OSO). Em 1947, um ato nacional de segurança estabeleceu a primeira agência de inteligência em tempos de paz, a CIA, que assumiu todas as funções da antiga OSS.

## Seções
- Secret Intelligence (Inteligência Secreta)
- Research and Analysis (Pesquisa e Análise)
- Special Operations (Operações Especiais)
- X-2 (Contraespionagem)
- Research & Development (Investigação e Desenvolvimento)
- Morale Operations (Operações Morais)
- Maritime Units (Unidades Marítimas)
- Operational Groups (Grupos de Operações)
- Communications (Comunicações)
- Medical Services (Serviços Médicos)

## Instalações
O Prince William Forest Park (Parque Florestal Príncipe Guillerme), então conhecido como Chopawamsic Recreational Demonstration Area, foi o campo de treinamento da OSS entre 1942 e 1945. Era dividido em duas áreas: a "Área C", de 24 km², que foi utilizado para treinamentos dos grupos de comunicação; e a "Área A", que era utilizada pelos Grupos de Operações. Por outro lado, o Catoctin Mountain Park, atual localização de Camp David, era a "Área B" de treinamento.
Havia outras zonas de treinamento da OSS. Por exemplo, as instalações de Catalina Island Marine Institute, na Ilha Santa Catalina foram formadas em parte por antigas instalações de treinamento da OSS.

## OSS na Cultura Popular
- OSS pode estar associada ao grupo (Ow Shit Studios)
- O autor W.E.B.Griffin, nas séries "Honor Bound" e "Men at War", descreve operações fictícias da OSS durante a Segunda Guerra Mundial.
- A OSS aparece citada no filme de 2007 Smokin' Aces, no filme de 2008 Indiana Jones and the Kingdom of the Crystal Skull, no filme de 2009 Bastardos Inglórios e no filme Company of Heroes.
- Muitos dos jogos da série Medal of Honor tem como protagonista um agente fictício da OSS.
- A OSS é a organização de Carmen e Juni no filme Pequenos Espiões.